# 이흥효
이흥효(李興孝, 1537년(중종 32년)~1593년(선조 26년))는 조선시대 전기의 화원 출신 화가이다. 이상좌의 아들이며 이숭효의 아우이다. 자는 중순(仲順)이며 화원으로 수문장(守門將)을 지냈다. 명종(明宗)의 초상을 그렸고 필법은 김시를 숭배하였다. 화적으로는 개인 소장의 <산수도(山水圖)>가 남아 있다.